# Swing Troubadour
Pour plus de détails, voir Fiche technique et Distribution.
Swing Troubadour est un film franco-portugais réalisé en 1985 par Bruno Bayen et sorti en 1991.

## Fiche technique
- Titre : Swing Troubadour
- Réalisation : Bruno Bayen
- Scénario :  Jacques Audiard, Bruno Bayen et Louis Charles Sirjacq
- Photographie : Emmanuel Machuel
- Décors : Jacqueline Bosson
- Costumes : Claire Fraisse
- Son : Georges Prat
- Musique : Jean-Marie Sénia
- Montage : Jean-François Naudon
- Production : Palmyre Productions
- Pays d'origine :  France -  Portugal
- Durée : 86 minutes
- Date de sortie : France - 24 juillet 1991

## Distribution
- Bérangère Bonvoisin
- Philippe Clévenot
- Raphaëlle Piani
- Robert Kramer
- Jacques Denis
- Jean-Claude Leguay
- David Gabison
- Graziella Galvani
- Isabel de Castro
- Boguslawa Schubert
- Halenka Soukup
- Geoffrey Carey
- Jean-Marie Sénia
- Jorge Silva-Melo

## Sélection
- Festival de Cannes 1986[1]